# بیتی کراسرودز (آلاباما)
بیتی کراسرودز (به انگلیسی: Beaty Crossroads) یک منطقهٔ مسکونی در ایالات متحده آمریکا است که در شهرستان دیکلب، آلاباما واقع شده‌است. بیتی کراسرودز ۴۸۸ متر بالاتر از سطح دریا واقع شده‌است.